# Оливер (печенье)

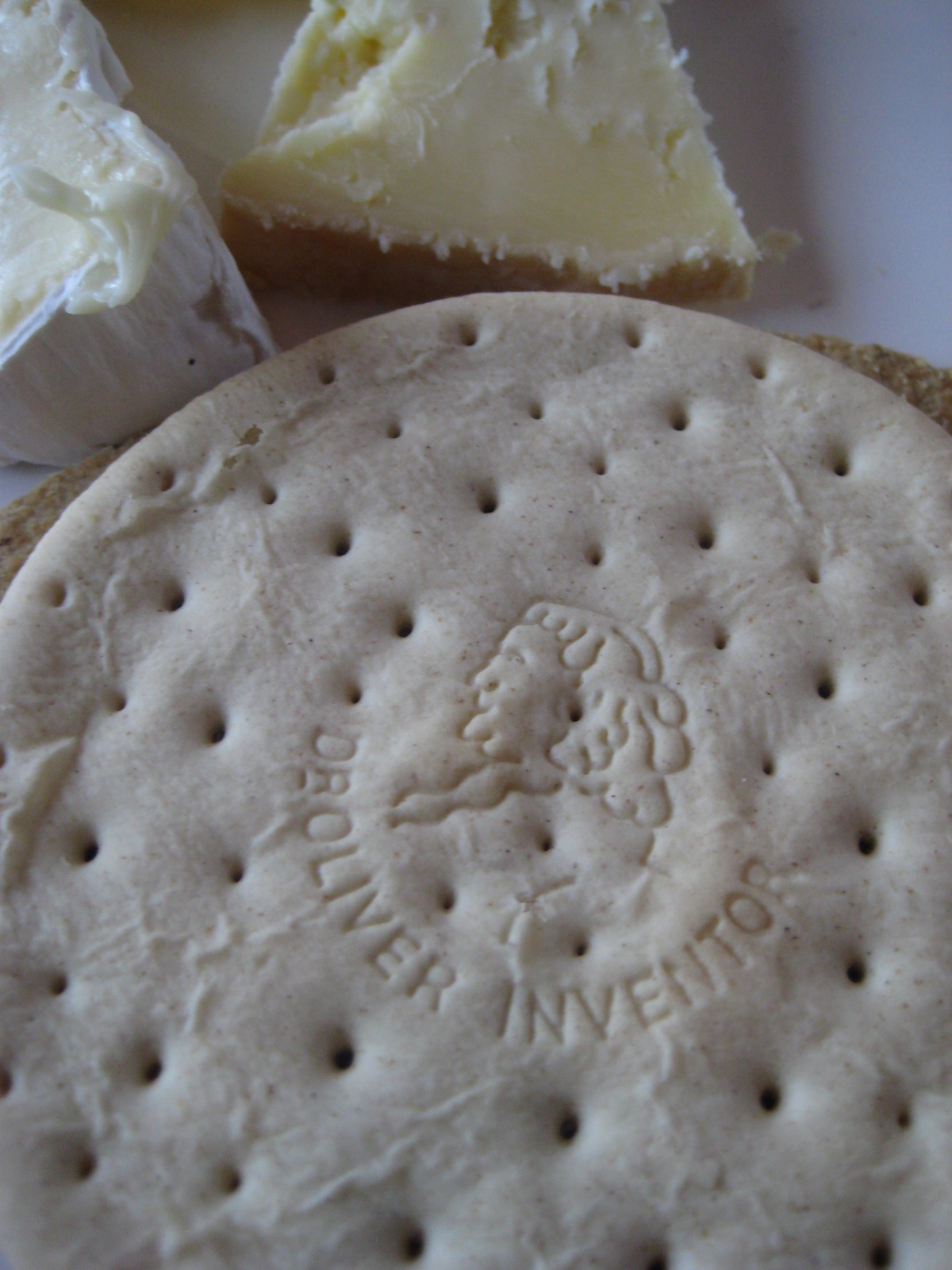
Батское печенье «Оливер» с сыром.

Батское печенье «Оливер» (англ. Bath Oliver) — это твёрдое сухое печенье, сделанное из муки, масла, дрожжей и молока; его часто едят с сыром. Оно было изобретено в середине XVIII века Вильямом Оливером из Бата, назвавшего его своим именем.
Когда доктор Оливер умер, рецепт известного батского печенья «Оливер» по завещанию перешёл вместе со 100 фунтами и 10 мешками отборной пшеничной муки к его кучеру мистеру Аткинсу. Аткинс быстро наладил дело по выпечке печенья и стал богатым. После нескольких смен собственников, в 1950-х рецепт «Оливера» в конце концов достался Джеймсу Фортту.